# Elbeuf-en-Bray
Elbeuf-en-Bray è un comune francese di 404 abitanti situato nel dipartimento della Senna Marittima nella regione della Normandia.

## Società

### Evoluzione demografica
Abitanti censiti